# 发枝稷
发枝稷（学名：Panicum trichoides）为禾本科黍属下的一个种。

## 扩展阅读
- 維基物種上的相關：发枝稷